# Marléne Lund Kopparklint
Marléne Althea Lund Kopparklint (tidigare Engström), född 24 juli 1973 i Karlstads församling, Värmlands län, är en svensk politiker (moderat) och författare. Sedan riksdagsvalet 2018 är hon riksdagsledamot. Mellan 2012 och 2018 var hon kommunalråd i Karlstad kommun.
2012 gav hon ut den självbiografiska boken "Det som inte syns" (ISBN 9789186859589), vilken 2014 följdes upp med "Maskrosflickan" (ISBN 9789187685255).

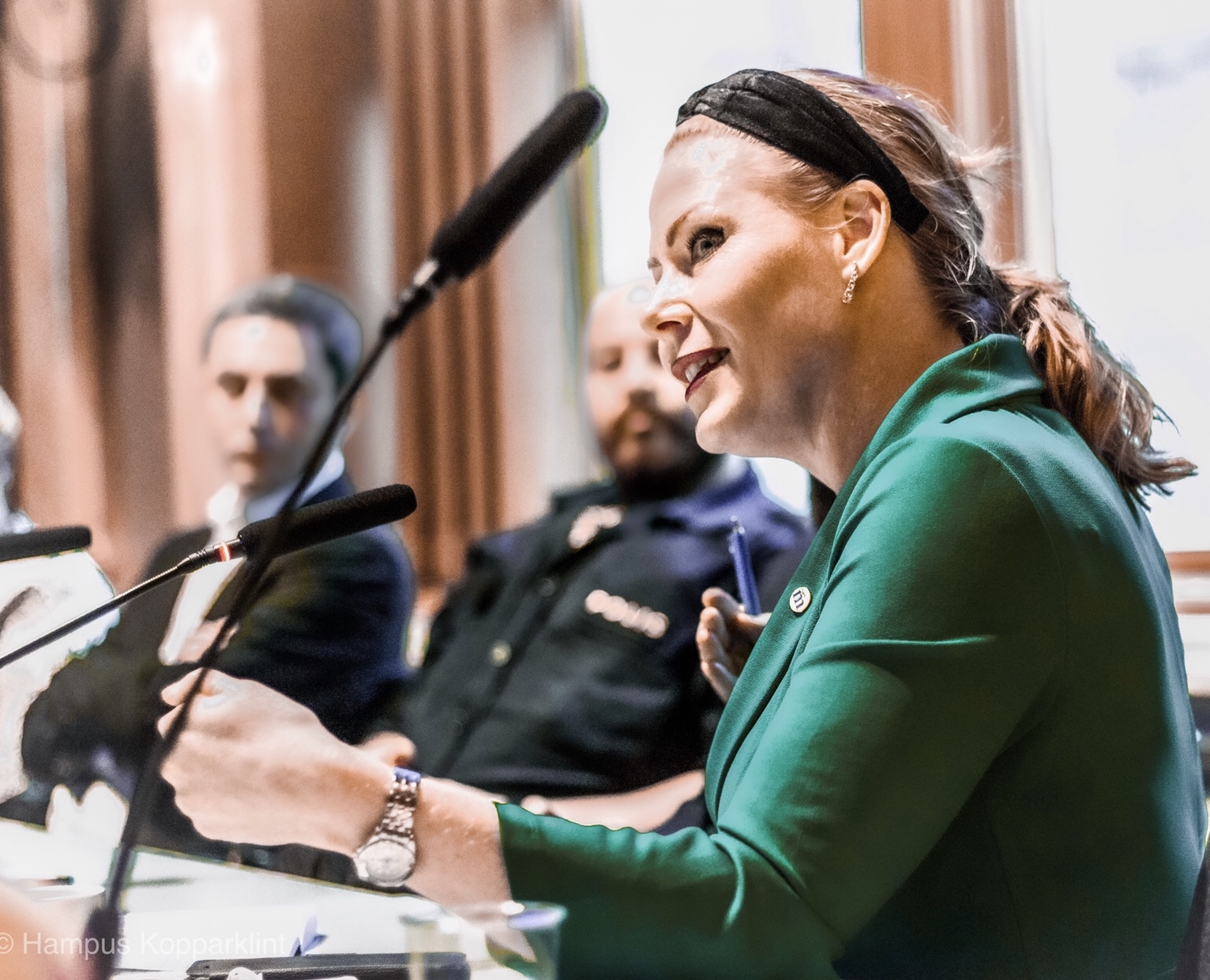
Marléne Lund Kopparklint, 2020